# Alter Friedhof Schrobenhausen
Der Alte Friedhof Schrobenhausen liegt in Schrobenhausen im Landkreis Neuburg-Schrobenhausen.
Der städtische Friedhof mit seinem alten und wertvollen Baumbestand und seinen kulturhistorisch bedeutsamen Grabmalen befindet sich in der Altstadt an der Bahnhofstraße. Er wurde 1805 an der Stelle errichtet, an der früher ein Franziskanerkloster, das 1803 im Zuge der Säkularisation abgetragen und in weltlichen Besitz überging, stand. Das 3,5 Hektar große Friedhofareal, das zu den schönsten Bayerns zählt, ist seit  1991 denkmalgeschützt. Die Friedhofskapelle ist eine neugotische Saalkirche, die um 1860/70 erbaut wurde. Heute dient der Friedhof als Natur- und Erholungsraum.

## Galerie

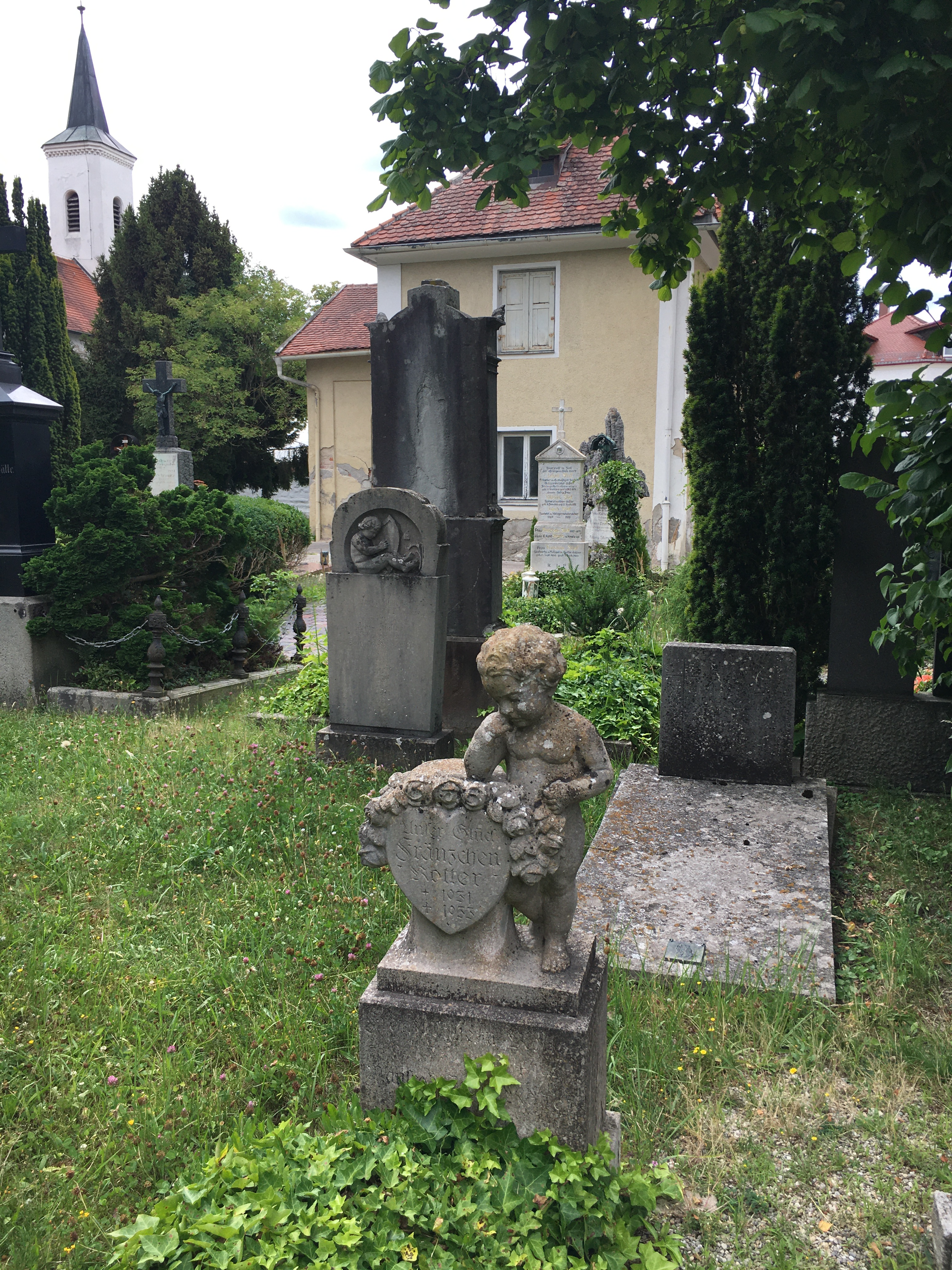
Blick auf Gräberfeld
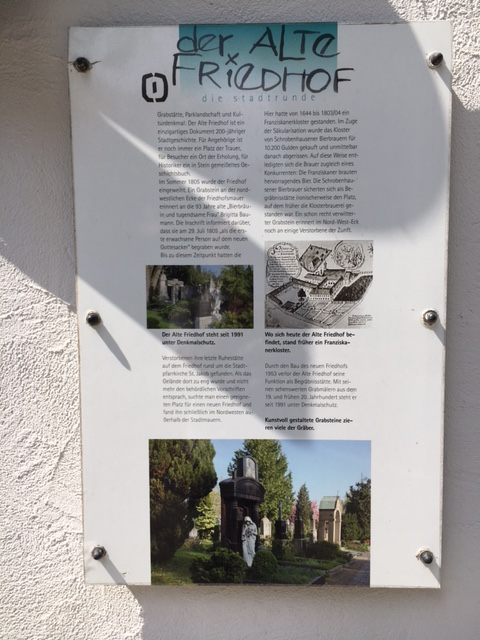
Informationstafel
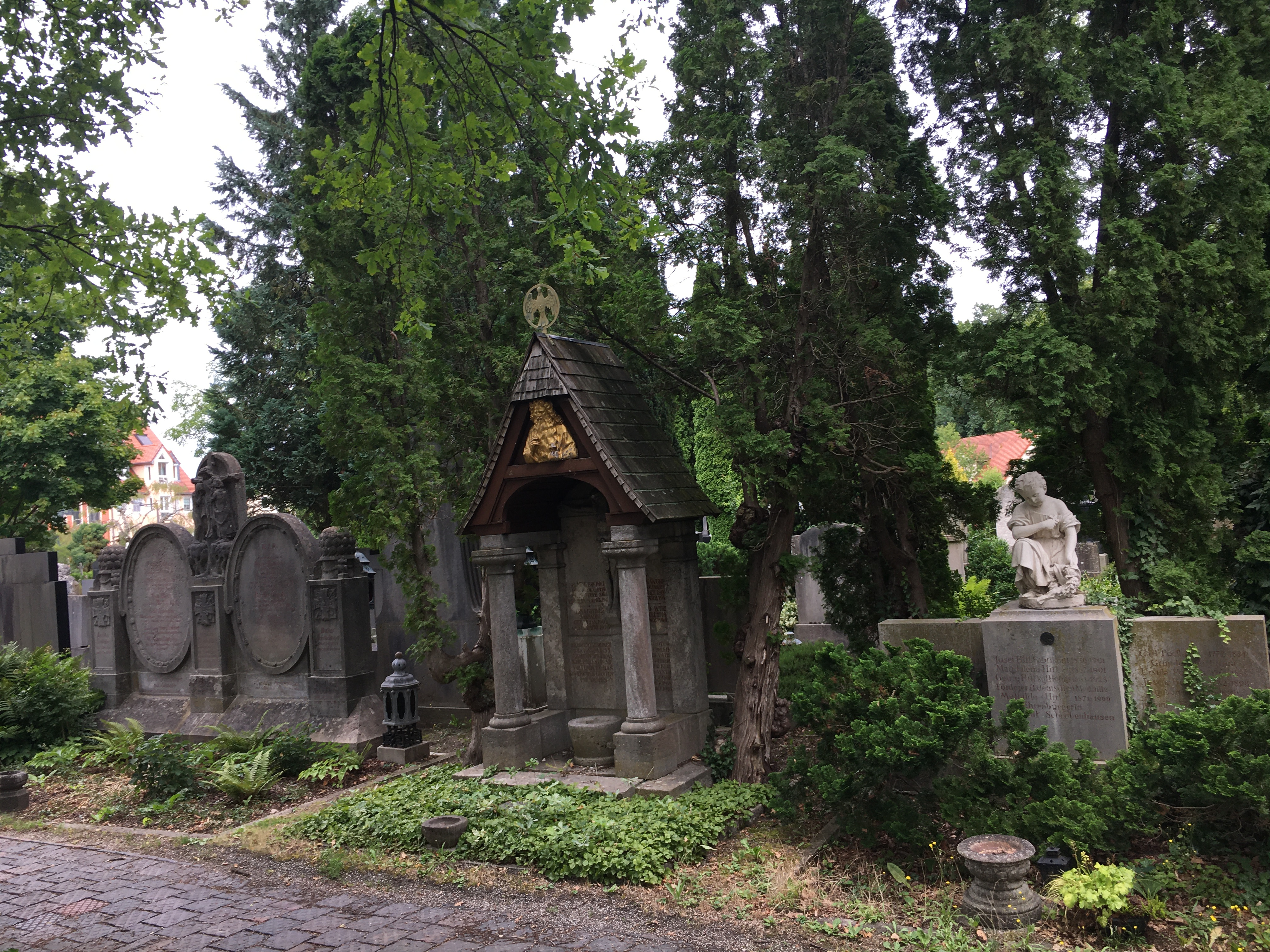
Blick auf Gräberfeld
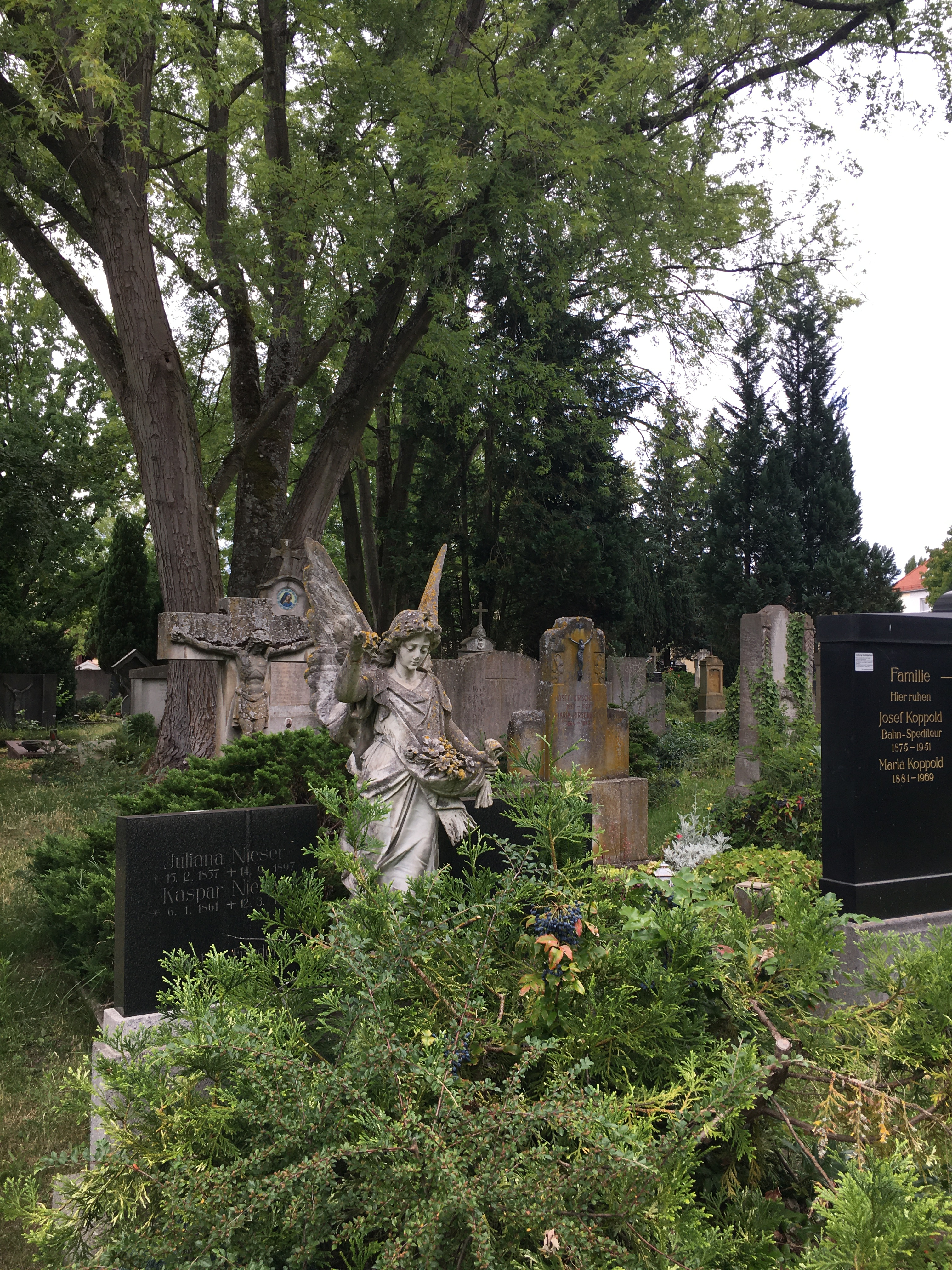
Blick auf Gräberfeld
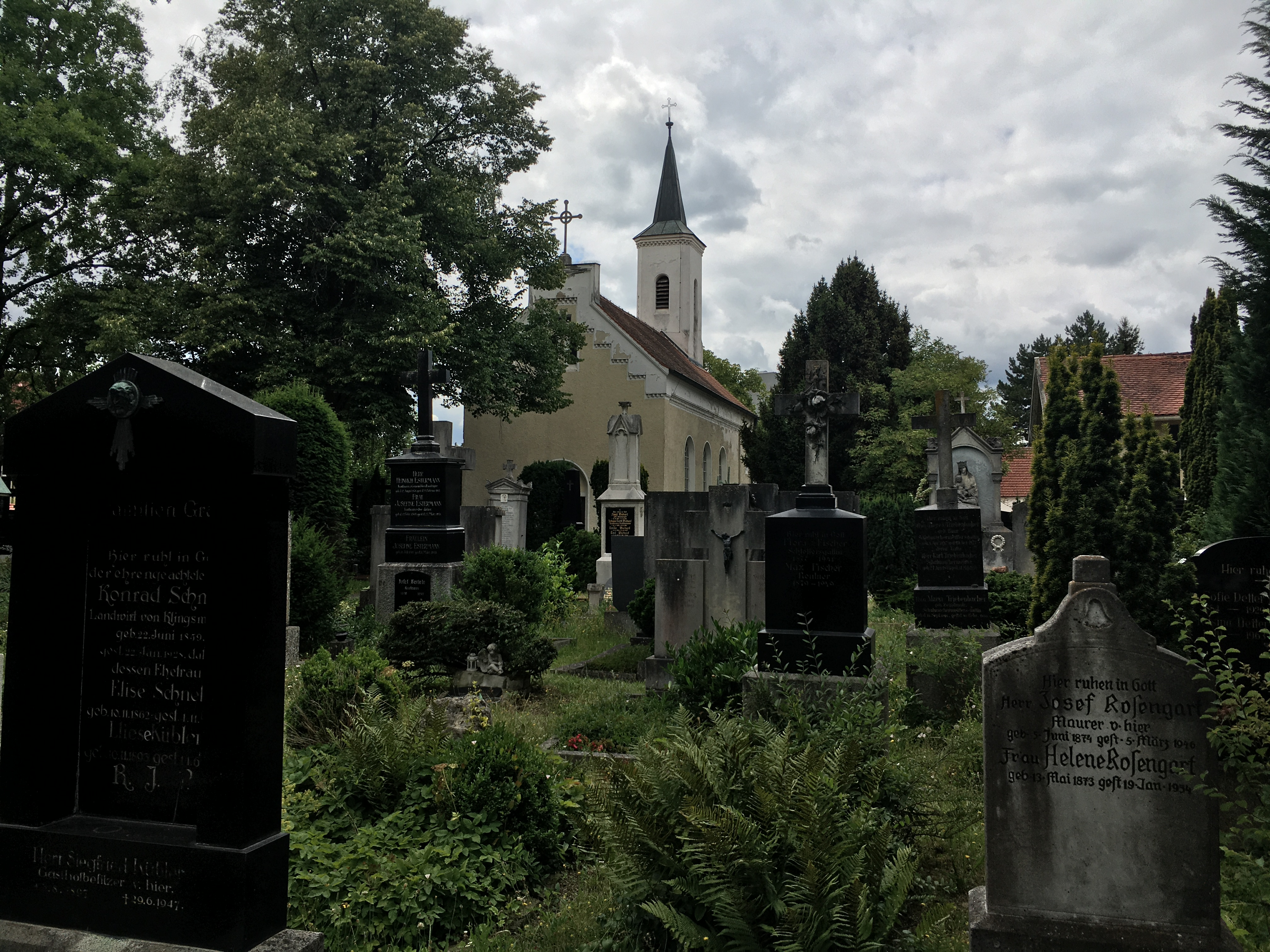
Blick auf Gräberfeld und Friedhofskapelle
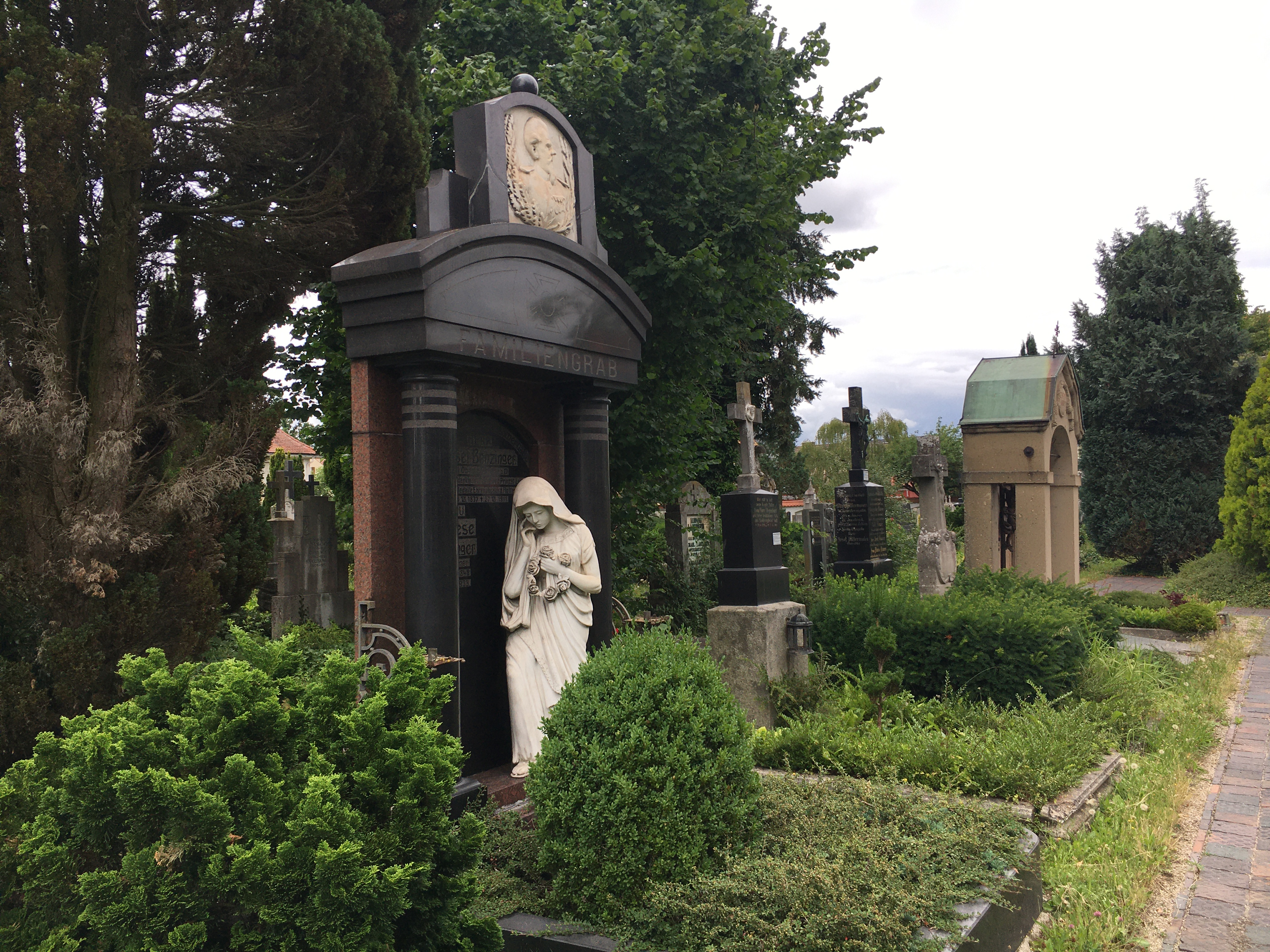
Blick auf Gräberfeld
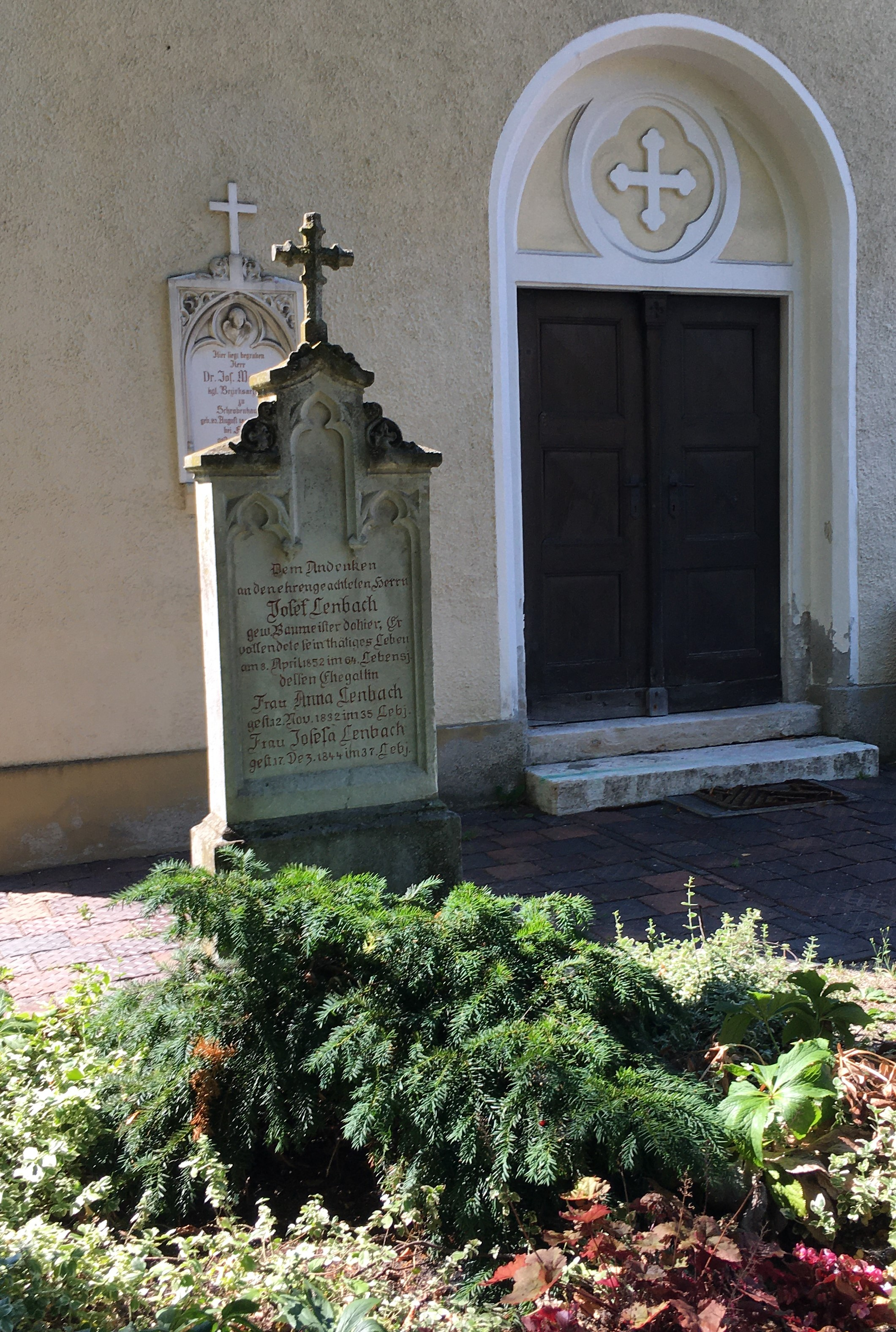
Grab der Lenbachs
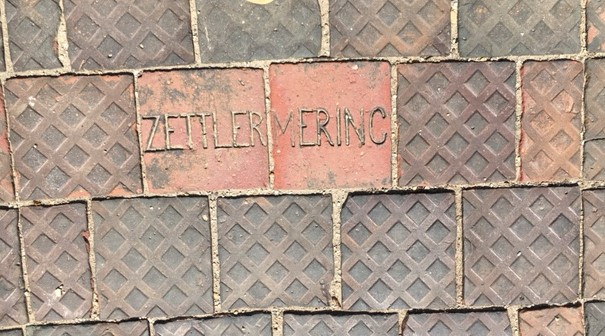
Grabwege verlegt mit Ziegelplatten der Firma  Chamottewerk Max Zettler in Mering